# Isotta Fraschini Tipo KM
El Isotta Fraschini Tipo KM es un automóvil de lujo producido entre 1910 y 1914 en Italia. Solo se construyeron 50 unidades,  en su mayoría exportadas a los Estados Unidos, donde la compañía tenía una sucursal en la calle Broadway de Nueva York. 
El KM se presentó en París en 1910. Era uno de los automóviles más potentes en aquel momento, gracias a su motor de 10,6 litros de cilindrada.  La transmisión utilizaba una cadena, y disponía de frenos en las cuatro ruedas, con un sistema desarrollado por Oreste Fraschini que permitía usar los frenos delanteros o traseros individualmente. 
Había dos opciones de motor: la versión italiana de 100/120 hp y la americana de 140 hp. Su velocidad máxima era de 130 km/h o de 160 km/h respectivamente. 

## Motor
El motor de cuatro válvulas por cilindro poseía un avanzado árbol de levas en cabeza, que se beneficiaba de la experiencia de la compañía en la nueva tecnología de diseño y fabricación de motores aeronáuticos, con cilindros de dos bloques, cuatro válvulas grandes por cilindro y construcción ligera. El motor del Tipo KM, desarrollaba 120 caballos (89 kW)     a 1600 rpm, tenía un diámetro y carrera de 130x200 mm (5.12x7.87 in), pistones aligerados del mejor acero BND Derihon que pesaban menos de 32 onzas (907 gramos) y bielas tubulares BND de 16 pulgadas (406,4 mm) de largo que pesaban tan solo 7 lb (3,1 kg).

## Prestaciones
El piloto pionero Charles Jarrott (1877-1944) citó al Isotta Fraschini de 100 hp como "uno de los mejores"  deportivos anteriores a 1914. Su rendimiento estaba en consonancia con su precio: en 1913, el famoso piloto de carreras Ray Gilhooley recorrió el óvalo de Indianápolis en 1 minuto y 52 segundos (seis segundos más rápido que el promedio del ganador de las "500 Millas" de ese año), al volante de un corpulento Tipo KM de 1912 completo, incluyendo parabrisas, llantas de repuesto y guardabarros, y con cuatro pasajeros a bordo.